# سافو راكوفيتش
سافو راكوفيتش (بالصربية: Саво Раковић)‏ هو لاعب كرة قدم صربي في مركز الدفاع، ولد في 1 أكتوبر 1985 في بوزيغا في كرواتيا. لعب مع نادي ديوسجوري.

## وصلات خارجية
- سافو راكوفيتش على موقع قاعدة بيانات كرة القدم.إي يو (الإنجليزية)
- سافو راكوفيتش على موقع Soccerway.com (الإنجليزية)
- سافو راكوفيتش على موقع عالم كرة القدم.نت (الإنجليزية)